# Supercentenari

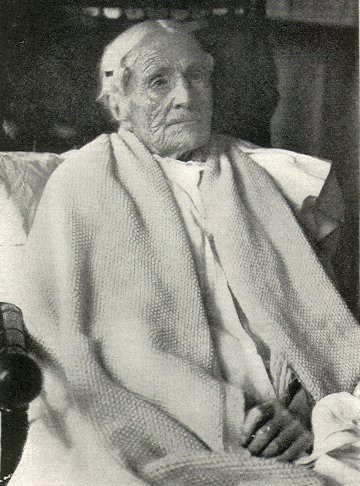
Ann Pouder 1807-1917, fotografiada el dia que complia 110 anys, uns mesos abans de morir.

Un supercentenari és aquella persona que ha aconseguit l'edat de 110 anys o més. De les persones centenàries, solament una de cada mil aconsegueix arribar a ser supercentenària. Anderson et al. conclouen que els supercentenaris viuen una vida típicament lliure de les principals malalties relacionades amb l'edat, fins poc abans que s'arriba a la màxima esperança de vida humana entre 110 i 115 anys.
El gener de 2022, la catalana Maria Branyas Morera va esdevenir la persona viva més vella del món l'edat de la qual ha estat validada. La llista de les persones vives més longeves actualment mostra el perfil bàsic d'aquestes persones.

## Incidència
S'estima que hi ha de 350 a 400 supercentenaris vius al món, encara que actualment hi ha constància de 50 casos verificats vius (48 dones i 2 homes). Un estudi elaborat en 2010 mostra que els països amb més supercentenaris coneguts (vius i morts, en ordre de total) eren els Estats Units, Japó, el Regne Unit, França, i Itàlia.
Els primers supercentenaris verificats en la història de la humanitat viuen en el segle xix. Fins a la dècada del 1980, l'edat més antiga aconseguida per supercentenaris fou de 115, però ara s'ha superat.

## Etimologia
El terme "supercentenari" existeix almenys des de la dècada de 1970 (Norris McWhirter, editor de Guinness World Records, utilitzà la paraula en correspondència amb l'investigador de reclamacions d'edat A. Ross Eckler, Jr. el 1976), i va ser popularitzada encara més el 1991 per William Strauss i Neil Howe en el seu llibre titulat Generations. Les primeres referències tendeixen a significar simplement "algú amb més de 100", però el punt de tall de 110 anys i més és el criteri acceptat pels demògrafs. Al segle xix es va utilitzar el terme "ultracentenari" per descriure a algú amb més de 100, sent el punt de tall de 110 anys.

## Morbiditat
Recerques sobre la morbiditat dels supercentenaris han descobert que romanen lliures de les principals malalties relacionades amb l'edat (per exemple, infart, malaltia cardiovascular, demència, càncer, malaltia de Parkinson i diabetis) fins al final de la seva vida quan es moren d'esgotament de la reserva d'òrgans, que és la capacitat per tornar la funció de l'òrgan a l'homeòstasi. Un 10% dels supercentenaris sobreviu fins als darrers tres mesos de vida sense la majoria de malalties relacionades amb l'edat si es compara amb només el 4% dels semisupercentenaris (entre 105–109 anys) i 3% dels centenaris.

## Història
Mentre que les reclamacions de longevitat extrema han persistit des dels primers temps de la història, el supercentenari més antic acceptat pel Guinness World Records és el neerlandès Thomas Peters (registrat 1745–1857). Acadèmics com el demògraf francès Jean-Marie Robine, tanmateix, consideren Geert Adriaans Boomgaard, també dels Països Baixos, qui tenia 110 en 1898, com el primer cas verificable, ja que la suposada evidència de Peters sembla que s'ha perdut. L'evidència dels 112 anys de l'anglès William Hiseland (segons els informes 1620-1733) no compleix amb els estàndards requerits pel Guinness World Records. Els registres de l'Església noruega, l'exactitud dels quals és objecte de controvèrsia, també mostren el que semblen ser diversos supercentenaris que vivien a la part sud-central de Noruega durant els segles xvi i xvii, incloent Johannes Torpe (1549-1664), i Knud Erlandson Etun (1659-1770), tots dos residents de Valdres, Oppland, Noruega.
Un cas especial és el del piemontès Francesco Hupazoli (1587-1702), que va viure al llarg de tres segles fins a assolir els 115 anys de vida, seguint una dieta regular, austera i estricta. Hi ha diferents referències d'època al seu cas, però qui se'n fa més ressò és el filòsof i físic Georg Christoph Lichtenberg (1742-1799) als seus escrits.
El 1902, Margaret Ann Neve, nascuda el 1792, es va convertir en la primera dona supercentenària verificada.
Jeanne Calment, qui va morir el 1997 a l'edat de 122 anys i 164 dies, ha estat l'esperança de vida humana més llarga documentada. L'home més vell verificat mai registrat és Jiroemon Kimura del Japó, que va morir el 2013 a l'edat de 116 anys i 54 dies.
S'han documentat en la història més de 1.500 supercentenaris. És probable que n'hagin viscut més, però la majoria de les reclamacions dels que han arribat a aquesta edat no tenen suport documental suficient per a ser validats. Això està canviant lentament a mesura que els nascuts després de la inscripció dels naixements es va estandarditzar en més països i parts dels països a arribar a l'edat de supercentenari.

## Llista de supercentenaris dels països catalans
La llista de supercentenaris dels països catalans inclou les persones de naixement o d'adopció que han complert 110 anys de vida, ordenats per la data de naixement.
| Nom                   | Naixement                               | Defunció i edat                                  | Professió                       | Referències |
| --------------------- | --------------------------------------- | ------------------------------------------------ | ------------------------------- | ----------- |
| Joan Riudavets Moll   | 15 de desembre de 1889, Es Migjorn Gran | 5 de març de 2004 (als 114 anys) Es Migjorn Gran | Polític                         |             |
| Ana María Vela Rubio  | 29 d'octubre de 1901, Puente Genil      | 15 de desembre de 2017 (als 116 anys) Barcelona  | Modista                         |             |
| Maria Obach Massana   | 14 de març de 1909, Castellgalí         | 29 de juny de 2019 (als 110 anys) Castellgalí    | Pastissera                      | [ 9 ]       |
| Joaquim Illas i Illas | 26 de juliol de 1909, Blanes            | 12 de juliol de 2020 (als 110 anys) Blanes       | Espardenyer, mecànic i botiguer | [ 10 ]      |

## Últims supervivents delseglexix
La jamaicana Violet Brown (nascuda el 10 de març de 1900) fou l'última persona nascuda el segle xix en morir. Va fer-ho el 15 de setembre de 2017 a l'edat de 117 anys i 189 dies.
D'altra banda, la penúltima persona nascuda al segle xix en morir (i última supervivent de la dècada de 1890) fou la italiana Emma Morano. Nascuda el 29 de novembre de 1899, va morir el 15 d'abril de 2017 a l'edat de 117 anys i 137 dies.

## Abreviatures
Normalment, en parlar entre gerentologistes se solen utilitzar nombroses abreviatures, com, per exemple:
- WOP - World's Oldest (Living) Person (persona (viva) més anciana del món)
- WOM - World's Oldest (Living) Man (home (viu) més ancià del món)
- GRG - Gerentology Research Group (organització dedicada a l'estudi de supercentenaris)
- 110er, 111.er, 112er,... (persona que compleix els 110, 111, 112,... anys)